# Pentalog
Pentalog est une entreprise de services numériques fondée en 1995 à Orléans par Frédéric Lasnier avec quatre amis rencontrés à l'université. Son siège social est situé à présent au Château des Hauts, à La Chapelle-Saint-Mesmin. 
Au fil du temps, la société a connu une expansion croissante à travers ses différentes agences implantées à Paris, Lyon, en Amérique du Nord (Boston et New York), en Roumanie (Bucarest, Brasov, Cluj et Iasi), en République de Moldavie (Chisinau), au Mexique (Guadalajara), en Allemagne (Francfort), au Vietnam (Hanoï), en Suisse (Genève) et à Singapour. 

## Activités
Le groupe Pentalog est une plateforme de services informatiques qui met à disposition de ses clients (tant des startups que des grands comptes) des services technologiques articulés autour de l’ingénierie informatique, le recrutement IT, le conseil en stratégie digitale et le financement. 
Pentalog Software Factory
Pentalog Software Factory gère les services de développement de logiciel, de conseil informatique et de cloud computing. La structure regroupe plusieurs ingénieurs à temps plein repartis sur l’ensemble de ses delivery centers,,,.
Conformément au site web Pentalog, la totalité des ingénieurs sont anglophones et 70% d’entre eux sont francophones. 
SkillValue
SkillValue est l’entité du groupe chargée des services de recrutement et du freelancing. Desservant les secteurs B2B et B2C à la fois, leur site web héberge une plateforme de tests et d’exercices de coding conçus avec un double objectif : permettre aux développeurs de mesurer leurs compétences et aider les employeurs à évaluer leurs futurs employés.
Pentalog Innovation Factory
Pentalog Innovation Factory est l'agence Lyonnaise de Pentalog, spécialisée dans l'innovation, le conseil, le Product Ownership et le Design UX/UI.
Pentalabbs
Pentalabbs est un investisseur en capital de risque,. 
L’entité opère selon un modèle « IT for equity », mettant à disposition des services de développement web, d’acquisition de talent, de marketing digital, de logistique ou de conseil en échange de capital dans la startup client. 
RevSquare
Pentalog a racheté l’agence de publicité et marketing digital new-yorkaise en 2016. Maintenant entité du groupe, RevSquare propose à ses clients, des services de marketing automation, de publicité digitale et de conception UI/UX.